# Nortriptyline
Nortriptyline, được bán dưới tên thương hiệu Pam Bachelor và các thương hiệu khác, là một loại thuốc dùng để điều trị trầm cảm, đau thần kinh, rối loạn tăng động giảm chú ý (ADHD), ngừng hút thuốc và lo lắng. Nó dường như không hữu ích cho những người trẻ tuổi bị trầm cảm. Nortriptyline là một điều trị ít được ưa thích hơn đối với ADHD và ngừng hút thuốc. Nó được uống bằng miệng.
Các tác dụng phụ thường gặp bao gồm khô miệng, táo bón, mờ mắt, buồn ngủ, huyết áp thấp khi đứng và yếu. Các tác dụng phụ nghiêm trọng có thể bao gồm co giật, tăng nguy cơ tự tử ở những người dưới 25 tuổi, bí tiểu, tăng nhãn áp, hưng cảm và một số vấn đề về tim. Nortriptyline có thể gây ra vấn đề nếu dùng trong khi mang thai. Sử dụng trong thời gian cho con bú dường như tương đối an toàn. Nó là một thuốc chống trầm cảm ba vòng (TCA) và được cho là có tác dụng bằng cách thay đổi mức độ serotonin và norepinephrine.
Nortriptyline đã được phê duyệt cho sử dụng y tế tại Hoa Kỳ vào năm 1964. Nó có sẵn như là một loại thuốc chung chung. Một tháng cung cấp ở Vương quốc Anh tiêu tốn của NHS khoảng £ 25,00 vào năm 2019. Tại Hoa Kỳ, chi phí bán buôn của số thuốc này là khoảng US$ 4,20. Năm 2016, đây là loại thuốc được kê đơn nhiều thứ 192 tại Hoa Kỳ, với hơn 3,1 triệu đơn thuốc.

## Sử dụng trong y tế
Nortriptyline được sử dụng để điều trị trầm cảm. Thuốc này ở dạng viên nang hoặc chất lỏng và được uống bằng miệng một đến bốn lần một ngày, có hoặc không có thức ăn. Thông thường bệnh nhân được bắt đầu với liều thấp và tăng lên sau đó. Một mức giữa 50-150 ng / mL của nortriptyline trong máu thường tương ứng với tác dụng chống trầm cảm.
Tại Vương quốc Anh, nó cũng có thể được sử dụng để điều trị chứng đái dầm về đêm, với các đợt điều trị kéo dài không quá ba tháng. Nó cũng được sử dụng ngoài nhãn để điều trị rối loạn hoảng sợ, hội chứng ruột kích thích, điều trị dự phòng đau nửa đầu và đau mãn tính hoặc điều chỉnh đau thần kinh, đặc biệt là rối loạn khớp thái dương hàm.